# Conclaaf van 1914

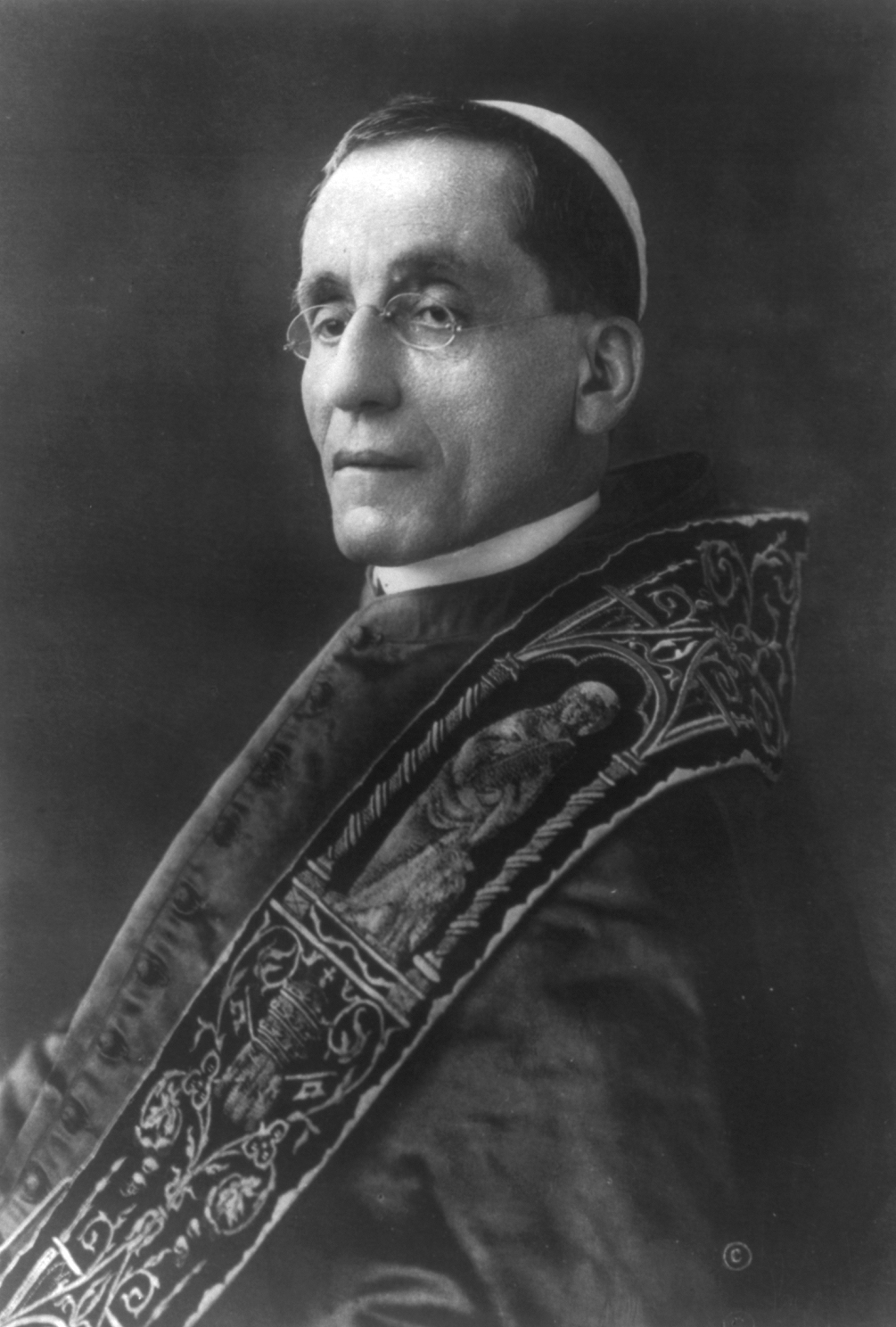
Paus Benedictus XV, de nieuwe paus

Het Conclaaf van 1914 werd gehouden van 31 augustus tot 3 september van dat jaar, volgde op de dood van paus Pius X en leidde tot de verkiezing van Giacomo della Chiesa tot paus Benedictus XV.

## Verloop
Het conclaaf speelde zich af tegen de achtergrond van de Eerste Wereldoorlog. Deze oorlog - waarin katholieke landen aan beide zijden van het conflict gelieerd waren aan niet-katholieke naties - betekende dat er een tijdperk van ingewikkelde diplomatie in het verschiet lag. Mogelijk kozen de kardinalen daarom voor de ervaren diplomaat Della Chiesa. Het conclaaf bracht kardinalen bijeen uit onderling strijdende landen. Het conclaaf was het eerste waarbij het Jus Exclusivae, dat tijdens het Conclaaf van 1903 nog was gebruikt, was afgeschaft.
Voorafgaand aan het conclaaf werd rekening gehouden met drie papabili: Domenico kardinaal Serafini, de Benedictijner Curiekardinaal die bij uitstek geschikt leek om de antimodernistische agenda van Pius X voort te zetten, Pietro kardinaal Maffi, de kardinaal-wetenschapper en aartsbisschop van Ravenna, die gezien werd als de integralistische kandidaat en Della Chiesa, die - afgezien van zijn diplomatieke ervaring - gezien werd als iemand die een gematigde tussenpositie innam. De kandidatuur van Serafini werd gesteund door Gaetano kardinaal de Lai en door Rafael kardinaal Merry del Val, de staatssecretaris van Pius X. Niettemin leken de stemmen stemrondes lang min of meer gelijkelijk verdeeld te blijven over de drie kandidaten. De doorbraak zou pas gekomen zijn in de tiende stemronde, toen de Maffi-aanhangers overliepen naar Della Chiesa. Nadat deze met één stem meer dan noodzakelijk gekozen was zou Merry del Val gevraagd hebben om een controle van de stemmen, want het was niet toegestaan dat kardinalen op zichzelf stemden. Dat bleek niet het geval en Della Chiesa werd gekozen. Toen de kardinalen - zoals de traditie wil - de paus hun respect en gehoorzaamheid aanboden, zou Della Chiesa - verwijzend naar psalm 118 - tot Merry del Val hebben gesproken: "De steen, dien de bouwlieden verworpen hadden, is tot een hoofd des hoeks geworden", waarop Merry del Val - die zijn psalmen kende - geantwoord zou hebben: "Dit is van den Heere geschied, en het is wonderlijk in onze ogen".

## Reconstructie van de stemming tijdens het conclaaf
| Giacomo della Chiesa | 12 | 16 | 18 | 21 | 20 | 27 | 31 | 32 | 34 | 38 |
| Pietro Maffi         | 12 | 16 | 16 | 15 | 13 | 7  | 2  |    |    |    |
| Rafael Merry del Val | 7  | 7  | 7  | 6  | 2  |    |    |    |    |    |
| Basilio Pompilj      | 9  | 10 | 9  | 9  | 6  | 2  |    |    |    |    |
| Domenico Serafini    | 4  | 2  | 2  | 2  | 10 | 17 | 21 | 21 | 22 | 18 |